# خالد عبدالرحمن (بازیکن)
خالد عبدالرحمن (عربی: خالد عبدالرحمن؛ زادهٔ ۱۰ سپتامبر ۱۹۸۸) بازیکن فوتبال اهل امارات متحده عربی است.
از باشگاه‌هایی که در آن بازی کرده‌است می‌توان به باشگاه فوتبال العین اشاره کرد.